# Opstandingskathedraal (Borisov)
De Kathedraal van de Opstanding van de Heer (Wit-Russisch: Сабор Уваскрэшання Гасподняга) is een kerkgebouw in de Wit-Russische stad Borisov en de cokathedraal van het orthodoxe bisdom Minsk en Sloetsk.

## Geschiedenis
De kathedraal werd in 1874 in een neostijl van de Moskouse kerkarchitectuur van de 17e eeuw gebouwd door de architect Pjotr Merkoelov. Aan de bouw van de huidige kathedraal ging een houten kerk uit de jaren 1620-1648 vooraf, die samen met honderden huizen afbrandde in 1865. De geraamde kosten voor de nieuwbouw bedroegen 47.890 roebel en 14 kopeken. Het budget werd echter overschreden in verband met funderingsproblemen. Er moesten 580 houten palen de grond in voor een stevig fundament, waarvoor nog eens 3.000 roebel nodig waren. De drie verdiepingen tellende toren werd in 1907 toegevoegd.

## Sluiting en heropening
De kathedraal werd in 1937 op last van de Sovjet-autoriteiten gesloten; de geestelijkheid werd uit de kerk verbannen, de koepels werden ontdaan van kruisen en het interieur werd geplunderd. Na de sluiting werd de kathedraal een graanschuur. Tijdens de bezetting van de nazi's werd in 1941 in een poging om de bevolking aan hun zijde te krijgen het kerkgebouw heropend, terwijl joodse specialisten gedwongen werden om de kruisen op de koepels terug te plaatsen. Bij de inwijding van de gerestaureerde kathedraal was veldmaarschalk Fedor von Bock aanwezig.
Een aan de kathedraal verbonden geestelijke had tijdens de bezetting veel gedaan om het lot van Russische krijgsgevangenen te verlichten, wist een joodse jongen het leven te redden en de gedwongen tewerkstelling in Duitsland van honderden inwoners van Borisov te verhinderen, maar werd direct na de bevrijding gearresteerd en als een handlanger van de vijand naar de martelkamers van Stalin gestuurd. Hij werd in 1956 gerehabiliteerd. 
Na de oorlog volgde geen nieuwe gedwongen sluiting van de kathedraal. Tijdens het regime van Chroesjtsjov was het de kerk verboden om de klokken te luiden.
Het grondplan van de van rode baksteen gebouwde kerk heeft de vorm van een kruis. De kerk heeft 9 koepels. De gevels zijn rijk voorzien van decoratieve elementen zoals de kokosjniki, de omlijstingen van de ramen en deuren en pilasters op de hoeken. De kathedraal werd recent geheel gerestaureerd.